# Fekete fokhagyma
A fekete fokhagyma friss fokhagymából készül fermentálással. Az eljárás során a fokhagymát hosszabb ideig (több hétig) 60–90°C-os hőmérsékleten, kontrollált 80–90%-os páratartalom alatt tartják, aminek következtében Maillard-reakció játszódik le. A gerezdek a folyamat során feketévé válnak, állaguk zselésedik, ízük megváltozik, édessé, „földessé” válik. A fermentálás során a fokhagyma allicintartalma jelentősen csökken, emiatt kevésbé jellemző a fekete fokhagymára a közönséges fokhagyma erős, intenzív illata és íze. Lehet magában fogyasztani, de különféle ételekben is használatos.

## Története
A fekete fokhagymát évszázadok óta használják a koreai, japán és thai konyhaművészetben, a nyugati konyhákba high-end séfeken és televíziós műsorokon (például az Iron Chef America, Top Chef) keresztül jutott el a 2000-es évek közepén.

## Tulajdonságai
A Bon Appétit magazin szerint a fekete fokhagyma íze olyan mint az „érlelt balzsamecet, aszalt szilva, medvecukor, melasz, karamell, tamarind”. Az ideális ízvilágot 70–80 °C közötti fermentálás során lehet elérni, 90 °C-on már keserű ízek is megjelennek.
A fermentálási eljárással jelentősen megnő a fokhagyma antioxidáns tulajdonsága. Megnövekszik a vízben oldódó cukrok, polifenolok, flavonoidok, valamint a leucin és a fenilalanin mennyisége is, csökken ugyanakkor a fruktán, a cisztein és a tirozin mennyisége. A fekete fokhagyma rákellenes hatását több tanulmány is igazolta és ígéretes eredmények születtek az elhízás elleni kezelések terén is állatkísérletekben.

## Felhasználása
A sült fokhagymához hasonló módon lehet például pirítósra kenni, szószokba, mártásokba keverni, sütés előtt csirkére, halra dörzsölni. Szárított por formájában ételízesítőként is használható.